# Liebe ist für alle da
Liebe ist für alle da ist das sechste Studioalbum der deutschen Band Rammstein. Die elf Songs wurden während eines sechswöchigen Aufenthalts in den Sonoma Mountain Studios in Kalifornien aufgenommen. Produzent war – wie bei allen Rammstein-Alben zuvor – Jacob Hellner.
Das Album ist am 16. Oktober 2009 erschienen. Es enthält elf Titel, darunter die bereits am 18. September 2009 erschienene Single Pussy. Der Special Edition liegt noch eine zweite CD mit fünf Bonustracks bei. Die digitale Download-Version des Albums enthält neben den fünf Bonustracks noch den Bonussong Rammlied (Thrash-terpiece Remix by Machine Head). Aufgrund der Indizierung durch die Bundesprüfstelle für jugendgefährdende Medien erschien das Album kurz nach der Erstveröffentlichung in der zensierten Version anstatt als Digipak im Jewelcase mit nur zehn statt elf Liedern Mitte November neu.
Am 21. Dezember 2009 erschien eine Deluxe Edition genannte limitierte Sonderausgabe der Special Edition in einem als Flightcase gestalteten Aluminiumkoffer, der neben der CD noch sechs unterschiedliche, rosa gefärbte Dildos, Handschellen und eine Flasche Gleitgel enthielt. Da die Veröffentlichung nach der Indizierung erfolgte, enthielt der Koffer die zensierte Fassung.
Das Album ist das bestverkaufte Neueinsteigeralbum des Jahres 2009. Es konnte sich in acht Ländern auf Platz eins der jeweiligen Albumcharts behaupten, neben Deutschland, Österreich und der Schweiz u. a. auch in Dänemark und Finnland.
Das Album wurde am 5. November 2009 von der Bundesprüfstelle für jugendgefährdende Medien auf Antrag des Bundesfamilienministeriums indiziert. Als Begründung wurden die Verherrlichung von Gewalt im Stück Ich tu dir weh und ein Bild des Booklets der CD angegeben. Aus diesen Gründen wurde die ursprüngliche Version ab dem 11. November 2009 nur noch auf Nachfrage an volljährige Kunden verkauft und durfte nicht mehr beworben werden. Eine um den bemängelten Titel Ich tu dir weh gekürzte Auflage des Albums wurde wenig später veröffentlicht.
Aufgrund einer von der Band beantragten einstweiligen Anordnung des Verwaltungsgerichts Köln vom 31. Mai 2010 und mit Wirkung zum 8. Juni 2010 wurde das Album vorläufig von der Indizierungsliste gestrichen. Die Klage selbst wurde im Oktober 2011 bestätigt, wodurch die Listenstreichung beibehalten werden konnte. Das Bonner Landgericht bestätigte im Juni 2016 diese Entscheidung.

## Illustration
Das Albumcover der Standard-Version zeigt die Bandmitglieder an einem Tisch herumstehend und -sitzend, auf dem eine nackte Frau liegt, die gerade von Till Lindemann mit einem Beil „angeschnitten“ wird. Über dem Bild befinden sich die Schriftzüge Rammstein und Liebe ist für alle da in goldenen Buchstaben. Das Cover der Special Edition zeigt ein goldenes Herz, in dem mit goldenen Buchstaben der Titel Liebe ist für alle da steht.

## Titelliste
| #  | Titel                 | Länge | Bemerkung |
| -- | --------------------- | ----- | --- |
| 1  | Rammlied              | 5:19  | |
| 2  | Ich tu dir weh        | 5:02  | zweite Single (Veröffentlichung am 9. Februar 2010 im Ausland und 25. Juni 2010 in Deutschland); in der auf die Indizierung des Albums folgenden Neuauflage wurde der Titel durch eine mehrsekündige Pause ersetzt |
| 3  | Waidmanns Heil        | 3:33  | |
| 4  | Haifisch              | 3:45  | dritte Single (Veröffentlichung am 28. Mai 2010) |
| 5  | B********             | 4:15  | |
| 6  | Frühling in Paris     | 4:45  | |
| 7  | Wiener Blut           | 3:53  | |
| 8  | Pussy                 | 4:00  | erste Single (Veröffentlichung am 18. September 2009) |
| 9  | Liebe ist für alle da | 3:26  | |
| 10 | Mehr                  | 4:09  | |
| 11 | Roter Sand            | 3:59  | |
|    | Gesamtspieldauer      | 46:08 | |

| # | Titel                                            | Länge | Bemerkung                                                           |
| - | ------------------------------------------------ | ----- | ------------------------------------------------------------------- |
| 1 | Führe mich                                       | 4:33  | Wurde neu arrangiert als Titellied des Films Nymphomaniac verwendet |
| 2 | Donaukinder                                      | 5:18  |                                                                     |
| 3 | Halt                                             | 4:21  |                                                                     |
| 4 | Roter Sand (Orchester-Version)                   | 4:06  |                                                                     |
| 5 | Liese                                            | 3:56  |                                                                     |
| 6 | Rammlied (Thrash-terpiece Remix by Machine Head) | 6:20  | zusätzlicher Bonustrack der Download-Version von iTunes             |
|   | Gesamtspieldauer                                 | 22:13 | exklusive Rammlied (Thrash-terpiece Remix by Machine Head)          |
|   | Gesamtspieldauer                                 | 28:33 | inklusive Rammlied (Thrash-terpiece Remix by Machine Head)          |

### Rammlied
Das Rammlied wurde mit der Single Pussy veröffentlicht und ist die B-Seite derselbigen.

### Ich tu dir weh
Das Stück behandelt S/M-Phantasien. Bereits vor der Indizierung des Albums Liebe ist für alle da wurde bestätigt, dass Ich tu dir weh als zweite Single ausgekoppelt werden soll. Die Single erschien am 29. Januar 2010 in Österreich und in der Schweiz. In Deutschland war sie ausschließlich in Musikfachläden erhältlich. Das entsprechende Musikvideo wurde Ende Oktober 2009 erneut unter der Regie des Schweden Jonas Åkerlund gedreht. Im Musikvideo sieht man die Band auf einer Bühne musizieren. Da das Lied ein Grund für die Indizierung des Albums war, wurde es bei Auftritten in Deutschland bis zum 11. Dezember 2009 mit abgeändertem Text vorgetragen, bis auch die instrumentale Version des Liedes indiziert wurde.
Nach der Aufhebung der Indizierung des Albums wird es wieder im ursprünglichen Text in Deutschland aufgeführt. Im Juni 2010 wurde die Single dann in Deutschland veröffentlicht.
Bei der Echoverleihung 2011 erhielt das Video die Auszeichnung als bestes nationales Video.
Auf der nach der Indizierung des Albums erfolgten Neuauflage der CD befindet sich an Stelle des Titels nur eine mehrsekündige Pause. Auf dem Cover ist er rot durchgestrichen markiert als Ich tu dir weh und mit der Fußnote Entfernt nach Zensur durch die Behörden der Bundesrepublik Deutschland versehen. Die Buchstaben des Songtextes im Booklet wurden bis auf kurze Ausschnitte durch X ersetzt.

### Waidmanns Heil
In Waidmanns Heil werden durchgehend Metaphern aus dem Jägerjargon verwendet. Der Text basiert größtenteils auf Till Lindemanns Gedicht „Sautod“, das 2002 in seinem Gedichtband Messer veröffentlicht wurde.
Das Lied ist in dem 2010 veröffentlichten Videospiel Guitar Hero: Warriors of Rock enthalten.

### Haifisch
Das Stück lehnt sich stark an die Moritat von Mackie Messer aus Brechts 1928 uraufgeführter Dreigroschenoper an.
Das Lied dient als die dritte Singleauskopplung des Albums. Die CD wurde am 28. Mai 2010 in Deutschland, Österreich und der Schweiz veröffentlicht, in allen anderen Ländern ab dem 31. Mai 2010 und in den USA ab dem 1. Juni 2010. Das Musikvideo wurde erstmals am Freitag, dem 23. April auf der offiziellen MySpace-Seite der Band gezeigt. Das Video wurde wieder mit Joern Heitmann zusammen erarbeitet. Drehort war Schloss Marquardt.

### B********
Die Sterne im Titel stehen für das Wort „Bückstabü“, ein von Till Lindemann erdachter Neologismus. Der Text handelt vom Verlangen nach diesem „Bückstabü“, obwohl davon abgeraten wird, es zu nehmen. Laut einer Aussage von Richard Z. Kruspe bedeutet „Bückstabü“ Was immer du willst. Des Weiteren wurde in einem Interview erwähnt, Bückstabü sei ein Synonym für Verlangen, Sucht und ungezügelte Triebe. In Till Lindemanns Dichtwerk „Messer“ ist ein Gedicht namens „Nele“ mit ähnlichen Zeilen zu finden.

### Frühling in Paris
Die erste der zwei Balladen des Albums Liebe ist für alle da erzählt von der Entjungferung durch eine erfahrene, ältere Frau, explizit eine Prostituierte. Darauf verweist die Zeile „die Lippen oft verkauft...“.
Der französische Refrain stammt aus dem Chanson Non, je ne regrette rien von Édith Piaf.

### Wiener Blut
Der Inhalt des Stückes Wiener Blut basiert auf dem Fall Josef Fritzl, bei dem ein Vater seine Tochter 24 Jahre lang im Keller gefangen hielt und mit ihr sieben Kinder zeugte.
Das Album sollte ursprünglich den Titel Wiener Blut tragen. Diese Idee wurde allerdings schnell verworfen, da Falco seinerzeit bereits einen Song namens Wiener Blut sowie ein gleichnamiges Album veröffentlicht hatte.

### Pussy
Das Musikvideo zur Single Pussy stammt von Regisseur Jonas Åkerlund. Es zeigt die Bandmitglieder beim Geschlechtsverkehr mit Pornodarstellerinnen und fand seine offizielle Premiere am 16. September 2009 auf einem niederländischen Erotikportal. Allerdings erklärte Schlagzeuger Christoph Schneider, dass die Bandmitglieder in dem Video gedoubelt wurden und nicht selbst vor der Kamera standen. Die Single enthält die A-Seite Pussy (Radio Edit) und die B-Seite Rammlied.

### Liebe ist für alle da
Der Titeltrack des Albums. Besonderes Aufsehen erregte das Stück, als es im Sommer 2009 im Internet als Leak verfügbar war. Als Konsequenz leitete die Band rechtliche Schritte gegen Fanforen und Internetblogs ein.

### Mehr
Der Song „Mehr“ auf dem Album wurde vor dem Höhepunkt der Finanzkrise geschrieben. Ursprünglich, laut Aussage Paul Landers, war das Lied biologisch zu verstehen.

### Roter Sand
Die zweite Ballade auf dem Album beschreibt ein Pistolenduell zweier Männer um die Gunst einer Frau. Das Lyrische Ich wird von seinem Kontrahenten tödlich getroffen. Auf der Bonus-CD ist zudem eine Orchesterversion des Liedes zu finden.
In diesem Lied sind gewisse Ähnlichkeiten zu dem literarischen Werk Effi Briest zu erkennen.

### Liese
Liese ist der dritte Titel auf dem Album, in dem die Melodie von Roter Sand verarbeitet wird. Im Gegensatz zu den ersten beiden Versionen beschäftigt sich das Lied mit dem Thema Nötigung bis hin zu Vergewaltigung.

## Rezeption

### Preise
- Echo-Nominierung 2010 im Genre „Album des Jahres“
- Metal Hammer Album des Jahres 2010

### Charts und Chartplatzierungen
Das Album stieg wie seine Vorgänger direkt auf Platz 1 der deutschen Charts ein und hielt sich dort zwei Wochen. Insgesamt war es 83 Wochen in den Top 100 vertreten. Auch in Österreich und der Schweiz belegte es mehrere Wochen Platz 1 und erreichte sogar die Top 20 der Albumcharts in den USA und Großbritannien. Auf der Rangliste der meistverkauften Alben in Deutschland 2009 belegte Liebe ist für alle da Platz 7.
| ChartsChartplatzierungen       | Höchstplatzierung | Wochen |
| ------------------------------ | ----------------- | ------ |
| Deutschland (GfK)              | 1 (83 Wo.)        | 83     |
| Österreich (Ö3)                | 1 (47 Wo.)        | 47     |
| Schweiz (IFPI)                 | 1 (37 Wo.)        | 37     |
| Vereinigte Staaten (Billboard) | 13 (4 Wo.)        | 4      |
| Vereinigtes Königreich (OCC)   | 16 (3 Wo.)        | 3      |

| ChartsJahrescharts (2009) | Platzierung |
| ------------------------- | ----------- |
| Deutschland (GfK)         | 7           |
| Österreich (Ö3)           | 9           |
| Schweiz (IFPI)            | 12          |

| ChartsJahrescharts (2010) | Platzierung |
| ------------------------- | ----------- |
| Deutschland (GfK)         | 67          |
| Österreich (Ö3)           | 49          |
| Schweiz (IFPI)            | 91          |

### Auszeichnungen für Musikverkäufe
| Land/Region                  | Auszeichnungen für Musikverkäufe (Land/Region, Auszeichnung, Verkäufe) | Verkäufe    |
| ---------------------------- | ---------------------------------------------------------------------- | ----------- |
| Belgien (BRMA)               | Gold                                                                   | 15.000      |
| Dänemark (IFPI)              | Gold                                                                   | 15.000      |
| Deutschland (BVMI)           | 7× Gold                                                                | 700.000     |
| Europa (IFPI)                | Platin                                                                 | (1.000.000) |
| Finnland (IFPI)              | Platin                                                                 | 24.843      |
| Frankreich (SNEP)            | Gold                                                                   | 50.000      |
| Österreich (IFPI)            | Platin                                                                 | 20.000      |
| Polen (ZPAV)                 | Gold                                                                   | 10.000      |
| Rumänien (UFPR)              | 4× Platin                                                              | 16.000      |
| Russland (NFPF)              | 2× Platin                                                              | 40.000      |
| Schweden (IFPI)              | Gold                                                                   | 20.000      |
| Schweiz (IFPI)               | Platin                                                                 | 30.000      |
| Tschechien (IFPI)            | Gold                                                                   | 3.000       |
| Vereinigte Staaten (RIAA)    | —                                                                      | 93.000      |
| Vereinigtes Königreich (BPI) | Silber                                                                 | (60.000)    |
| Insgesamt                    | 1× Silber · 7× Gold · 13× Platin ·                                     | 1.096.843   |

Hauptartikel: Rammstein/Auszeichnungen für Musikverkäufe